# Романовский музей
Рома́новский музе́й — здание в Костроме, возведённое в 1909 году—1913 году по проекту архитектора Н. И. Горлицына к празднованию 300-летия династии Романовых. Оно было построено специально для размещения коллекций Костромской губернской учёной архивной комиссии и стало одним из наиболее известных примеров провинциальных музейных зданий в русском стиле, построенных до революции с этой целью. В настоящее время — одно из главных зданий Костромского государственного историко-архитектурного и художественного музея-заповедника.

## История

### Предпосылки создания и Музей древностей
Появлению Романовского музея предшествовала деятельность Костромской губернской учёной архивной комиссии (КГУАК), учреждённой 15 июля 1885 года. Основными задачами комиссии были сбор, изучение и публикация исторических документов и артефактов, связанных с Костромским краем. Возглавляемая историком и археографом Н. Н. Селифонтовым (1835—1900), КГУАК с 1891 года размещалась в здании Дворянского собрания на Павловской улице (ныне проспект Мира). Именно там, в двух комнатах первого этажа, в 1891 году был открыт Костромской музей древностей — первое музейное учреждение в Костромской губернии. Его основу составили предметы, собранные сотрудниками КГУАК при разборе архивов, в ходе археологических раскопок и полученные в дар от коллекционеров.
По инициативе Селифонтова 26 августа 1897 года при комиссии, с Высочайшего дозволения, был создан особый отдел «для собирания и хранения сведений и данных о предках родоначальника ныне благополучно царствующего дома царя Михаила Федоровича», который получил название Романовского отдела. Это стало прообразом будущего музея. Вскоре КГУАК подняла вопрос о необходимости постройки отдельного здания для разросшейся коллекции, и костромское дворянство в декабре 1897 года пожертвовало для этой цели соседний с Дворянским собранием небольшой земельный участок.

### Строительство здания
С 1899 года разрабатывались проекты здания, в том числе губернским инженером Л. А. Требертом (март 1899, проект в «кирпичном стиле» на 55 тыс. рублей) и городским архитектором Н. И. Горлицыным (1908). Первый проект Треберта был одобрен в 1901 году, но его реализация застопорилась из-за отсутствия средств и смерти главного идейного вдохновителя, Н. Н. Селифонтова, в 1900 году.
В 1907 году, в рамках подготовки к празднованию 300-летия династии Романовых, по инициативе костромского губернатора А. П. Веретенникова был создан Строительный комитет. Было принято решение на высшем уровне о создании в Костроме музея, посвящённого истории правящего дома. Этот музей, наряду с грандиозным памятником, Романовской больницей и Романовским учительским институтом, должен был стать частью мемориального комплекса, подчёркивающего статус Костромы как «колыбели дома Романовых».
Новый проект здания «в стиле древних русских теремов XVII столетия», разработанный Н. И. Горлицыным в 1908 году и одобренный императором Николаем II (после доработки был утверждён вариант 1909 года), превосходил первоначальные замыслы по масштабу и архитектурным достоинствам. Средства на строительство собирались за счёт пожертвований и частично выделялись казной. Общая смета составила около 143 тысяч рублей. Значительный вклад в размере 10 тысяч рублей внёс красноярский промышленник и библиофил Г. В. Юдин, происходивший из костромского рода. Император Николай II в декабре 1912 году пожаловал 35 тысяч рублей на завершение внутренней отделки и меблировку.

Въ Костромѣ теперь большой праздникъ; она открываетъ у себя Романовскій музей, гдѣ будутъ храниться говорящіе камни старины, и уже похожіе на камень какіе-нибудь хартейные (пергаменные) свитки и всякія письменныя и печатныя драгоцѣнности.— В. В. Розанов «Кострома и костромичи» (1913)
Торжественная закладка здания состоялась 21 июня 1909 года во время проведения в Костроме IV Всероссийского археологического съезда, в присутствии видных учёных и представителей власти. Строительные работы велись четыре года: в 1909 году был возведён фундамент и первый этаж, в 1910 — стены двух верхних этажей и крыша, в 1911 — наружная и внутренняя отделка, проведены коммуникации. Внутренняя отделка была завершена к 1912 году. Для музея в январе 1913 года в Царском Селе были заказаны специальные витрины и выставочные шкафы. Здание имело три этажа (включая цокольный) и подвал, 12 отдельных комнат, не считая двух квартир для прислуги и машинного отделения.

### Открытие и первые годы
Торжественное открытие Романовского музея состоялось 19 мая 1913 года в присутствии Николая II, членов императорской семьи и многочисленных гостей. Это событие стало одним из центральных в рамках костромских торжеств по случаю 300-летия Дома Романовых.

Построенный в ознаменование 300-летия Дома Романовых и удостоенный Высочайшим государя Императора посещением 21 мая сего года, музей представляет гордость Костромы, «колыбели Дома Романовых». Выстроенный на доброхотные пожертвования по проекту архитектора Горлицына в стиле древних русских теремов, музей заключает в себе собрания редких и ценных предметов родной старины. В нижнем этаже помещаются архив и библиотека костромской архивной комиссии; в среднем этаже расположен обширный этнографический отдел — собрание местных крестьянских костюмов, домашней утвари, предметов обихода. Наряду с этим собраны и предметы помещичьей старины: мебель, посуда, предметы роскоши, картины, писанные крепостными художниками. В верхнем этаже — главной части музея — большая зала уставленная витринами с старинными актами-памятниками эпохи Дома Романовых. Весь наш Царствующий Дом в портретах размещен по стенам залы. В правой части этажа помещаются церковно-археологический отдел в виде собрания старинных икон и богослужебных предметов и нумизматическое отделение, содержащее богатую и ценную коллекцию монет г. Сахарова.
Достопримечательностью музея является редкостная коллекция гравированных портретов (более 4.000 листов) русских деятелей за истекшее трехсотлетие. Коллекция эта, занимающая особую залу в левой части этажа, — дар костромича К. Н. Козырева.— Журнал «Нива», № 27 за 1913 год.
Вскоре после открытия, после завершения юбилейных торжеств, деятельность КГУАК практически прекратилась из-за недостатка финансирования и организационных проблем. В годы Первой мировой войны экспозиции были свёрнуты, а в здании разместили воспитанников дворянского пансион-приюта. В 1916 году здание и коллекция находились в бесхозном положении.

### Советский период

#### Музей местного края (1917—1920-е)
После Февральской революции 1917 года судьба музея стала предметом обсуждения. 1 мая 1917 года Костромской губернский объединенный комитет общественной безопасности постановил передать Романовский музей в собственность города с тем, чтобы город передал его в ведение Костромского научного общества по изучению местного края (КНОИМК), основанного в 1912 году. 13 октября 1917 года временная комиссия по заведованию музеем приняла решение о передаче его костромскому городскому самоуправлению для сбережения. Процесс передачи завершился уже после Октябрьской революции. 15 января 1918 года Костромская городская дума, признав КНОИМК подходящей организацией, постановила передать музей в его распоряжение.
КНОИМК перевезло в здание свои коллекции и библиотеку (с октября 1917 года), объединив их с собранием бывшего Романовского музея. Учреждение было переименовано в Музей местного края. В его состав фондов вошли также предметы из расформированных Древлехранилища Костромского церковно-исторического общества и Естественно-исторического музея губернского земства. Сотрудники общества, включая В. И. Смирнова, И. В. Миловидова, Н. Н. Виноградова, активно занимались спасением культурных ценностей из закрывавшихся церквей и национализированных усадеб.
К началу 1920-х годов сформировалась структура музея, включавшая отделы: доисторический, исторический (старины и художественной техники), этнографический, кустарный, военный, церковно-исторический (позднее — древнерусского искусства), художественный, естественно-исторический. Музей задумывался как научно-образовательное учреждение. С 1919 года музей перешел на государственное финансирование, но КНОИМК продолжало играть центральную роль в его деятельности. Первые годы советской власти были трудными: не хватало оборудования, отопления, средств, случались кражи экспонатов.

#### Реорганизации и война (1920-е—1940-е)
В последующие годы музей неоднократно менял название в связи с административными реформами: Костромской государственный областной музей (с 1924), Костромской базовый музей (с 1929, после упразднения Костромской губернии и вхождения в Ивановскую промышленную область), Костромской районный краеведческий музей (с 1936, после вхождения Костромы в Ярославскую область). В конце 1920-х — 1930-е годы музей пережил трудный период, связанный с репрессиями против краеведов (в частности, был арестован и выслан директор В. И. Смирнов в 1929 году) и идеологическим давлением. Экспозиции перестраивались в соответствии с текущей политической линией, часть коллекций была утрачена.
Во время Великой Отечественной войны (с 15 августа 1941 года) музей был законсервирован, часть здания (второй и третий этажи) занимала эвакуированная Ленинградская военно-транспортная академия. Штат музея до 1943 года фактически состоял из директора и сторожа. В 1944 году, с образованием Костромской области, музей получил статус Костромского областного краеведческого музея и возобновил работу 1 мая 1945 года.

#### Послевоенный период и Музей изобразительных искусств (1945—2005)
9 января 1945 года исполком Костромского облсовета принял решение об открытии в здании на третьем этаже Костромской картинной галереи. Таким образом, в одном здании временно сосуществовали краеведческий музей и художественная галерея, что вызывало определённые трудности. В 1958 году на базе краеведческого музея и памятников Ипатьевского монастыря был создан Костромской историко-архитектурный музей-заповедник (КИАМЗ), куда постепенно переместились основные исторические и краеведческие фонды. Картинная галерея оставалась в здании Романовского музея. В 1962 году она была преобразована в Художественный отдел КИАМЗ. Однако 21 сентября 1966 года, в русле общесоюзной тенденции по созданию самостоятельных художественных музеев, исполком Костромского облсовета принял решение о её выделении в отдельное учреждение.
10 ноября 1966 года здание бывшего Романовского музея было полностью передано вновь созданному Костромскому областному музею изобразительных искусств (КОМИИ), который открылся для посетителей в начале 1967 года. Под руководством директора В. Я. Игнатьева музей активно развивался, став центром художественной жизни региона. Важнейшими достижениями этого периода стали открытие для широкой публики творчества художника Е. В. Честнякова (экспозиция открыта в 1975 году) и работ художника XVIII века Григория Островского. В 1989 году музей был реорганизован в Костромской государственный объединённый художественный музей (КГОХМ).

### Современность
10 августа 2005 года произошло объединение Художественного музея и Историко-архитектурного музея-заповедника «Ипатьевский монастырь» в единую структуру — Костромской государственный историко-архитектурный и художественный музей-заповедник. Здание Романовского музея стало одним из основных корпусов этого объединённого музея.

## Архитектурный облик и интерьеры

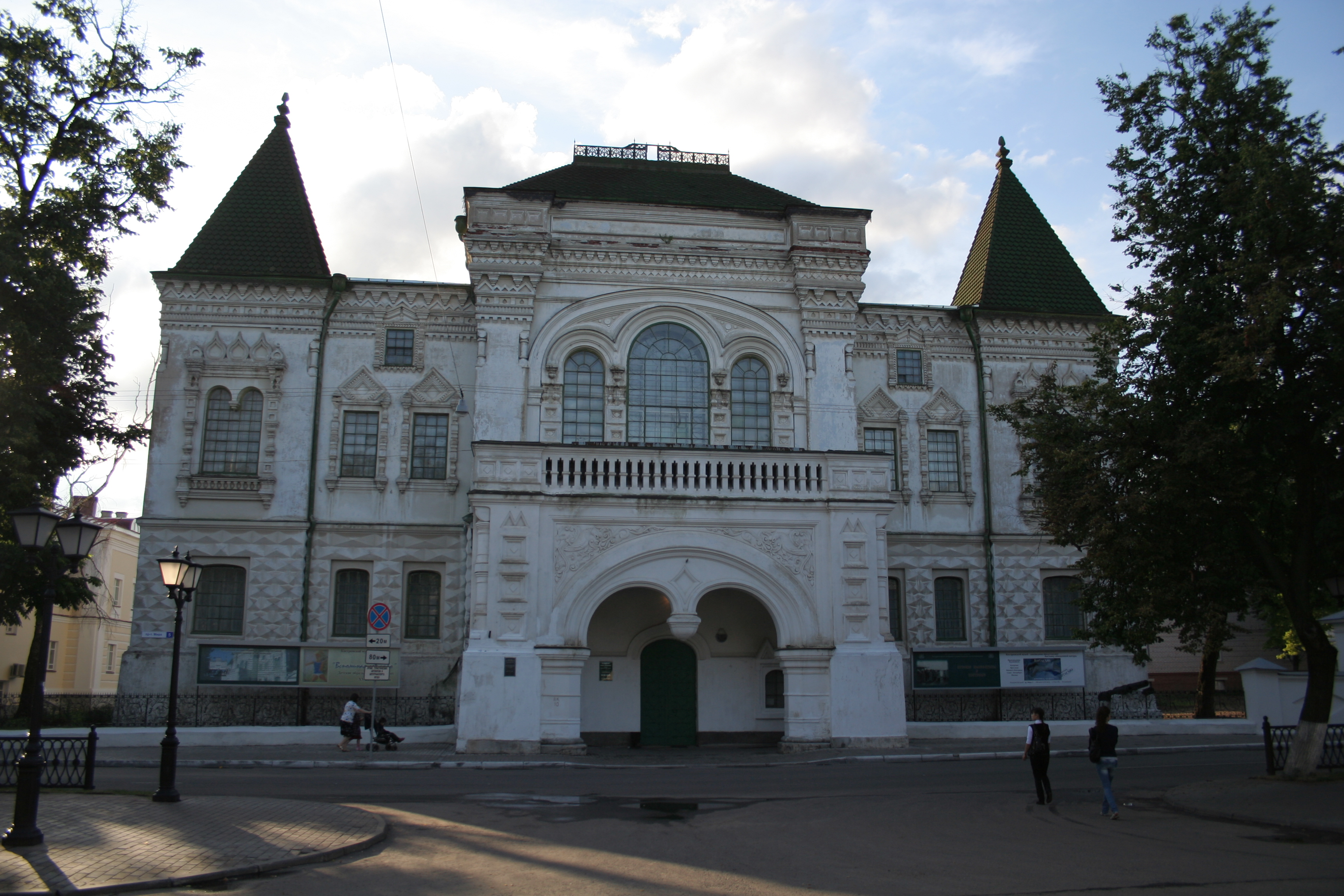
Здание музея в 2009 году

Двухэтажное здание на цокольном этаже построено архитектором Н. И. Горлицыным в русском стиле и стилизовано под «древнерусский терем XVII столетия». Кирпичное, прямоугольное в плане, оно вытянуто вдоль проспекта Мира. Главный фасад имеет симметричную трёхчастную композицию с боковыми башенками и центральным повышенным ризалитом. Аналогичный, но более узкий ризалит имеется со двора. Выразительное крыльцо главного входа оформлено двухчастными арками с висячей «гирькой» и служит основанием для балкона второго этажа.
Внешний декор обильно использует мотивы русской архитектуры XVII века—XVIII века. По периметру здания идёт резной фриз, стены первого этажа отделаны «бриллиантовым» рустом, а декор второго этажа имитирует элементы русского узорочья. Окна обрамлены фигурными наличниками с колонками, составленными из разнообразных деталей («кубышки», «дыньки», «перехваты»). Шатровые завершения башенок и высокий гребень крыши над центральным ризалитом придают зданию живописный силуэт.
Внутренняя планировка всех этажей симметрична. Просторный вестибюль ведёт к широкой парадной лестнице с коваными перилами. На первом и втором этажах расположены по две пары больших прямоугольных залов с высокими окнами. На втором этаже также имеется центральный квадратный зал. Интерьеры хорошо приспособлены для музейной экспозиции. Сохранились оригинальные двери, стилизованные под старину.

## Современная жизнь музея
С 2005 года бывший Романовский музей функционирует как главный художественный отдел Костромского государственного историко-архитектурного и художественного музея-заповедника.
В настоящее время в здании размещаются постоянные экспозиции:
- «Три века искусства» — представляет основные этапы развития русского искусства с XVII по начало XX века на примере произведений из фондов музея. Включает иконопись, портретную живопись XVIII—XIX веков (в т.ч. работы Г. С. Островского), пейзажи И. К. Айвазовского, И. И. Левитана, И. И. Шишкина, А. К. Саврасова и других мастеров.
- «Моё забытое, загадочное…» — экспозиция, посвящённая творчеству Ефима Васильевича Честнякова — уникальная коллекция работ самобытного художника и писателя из Кологривского уезда, включая известные полотна «Праздничное шествие с песней. Коляда» и «Город Всеобщего Благоденствия». Костромской музей является основным хранителем наследия Честнякова, открытого для широкой публики во многом благодаря усилиям В. Я. Игнатьева и С. В. Ямщикова в 1970-е годы[1].
- «Костромское боярство: кадры для трона» — экспозиция, посвящённая событиям Смутного времени и роли костромских боярских родов, в первую очередь Годуновых и Романовых, в истории России. Представлены портреты (парсуны), предметы быта, оружие, документы эпохи.

Кроме постоянных выставок, в залах музея регулярно проводятся временные выставки современных российских и зарубежных художников, тематические экспозиции из фондов музея и других собраний, а также различные культурные мероприятия (концерты, лекции, творческие встречи).